# New Year Dash!! (2020)
New Year Dash!! (2020) là một sự kiện đấu vật chuyên nghiệp pay-per-view (PPV) được tổ chức bởi New Japan Pro Wrestling (NJPW). Nó sẽ được tổ chức vào ngày 6 tháng 1 năm 2020, một ngày sau Wrestle Kingdom 14, thường được gọi là buổi diễn lớn nhất của NJPW trong năm.
Sự kiện có sự tổ chức buổi lễ nghỉ hưu của huyền thoại đô vật Nhật Bản Jushin Thunder Ligher.

## Tổ chức
| Tên:                      | Chức vụ:               |
| ------------------------- | ---------------------- |
| Bình luận viên tiếng Anh  | Gino Gambino           |
| Bình luận viên tiếng Anh  | Kevin Kelly            |
| Bình luận viên tiếng Anh  | Chris Charlton         |
| Bình luận viên tiếng Anh  | Rocky Romeo            |
| Bình luận viên người Nhật | Yohei Onisi            |
| Bình luận viên người Nhật | Milano Collection A.T. |
| Bình luận viên người Nhật | Yusuke Okamoto         |
| Thông báo viên sàn đấu    | Kimihiko Ozaki         |
| Thông báo viên sàn đấu    | Makoto Abe             |
| Trọng tài                 | Jeremy Marcus          |
| Trọng tài                 | Kenta Sato             |
| Trọng tài                 | Marty Asami            |
| Trọng tài                 | Red Shoes Unno         |
| Trọng tài                 | Tiger Hattori          |

### Bối cảnh
New Year Dash!! được công bố sẽ diễn ra tại Ota vào ngày 26 tháng 9 năm 2019, và được mô tả là "sự kiện Năm Mới!! Sặc sỡ lớn nhất năm". Sự kiện trận đấu đáng sợ cho đêm trước Wrestle Kingdom 14 và nó như là truyền thống, tất cả mọi trận đấu được tiết lộ vào đêm sự kiện.

### Cốt truyện
New Year Danh!! có nét đặc sắc với các trận đấu vật chuyên nghiệp rằng liên quan đến các kịch bản và cốt truyện các mối thù của các đô vật khác nhau tồn tại từ trước. Đô vật sẽ thể hiện nhân vật phản diện, nhân vật anh hùng hoặc nhân vật ít phân biệt hơn trong một sự kiện kịch bản rằng được xây dựng và lên đến đỉnh điểm trong một hoặc một loạt trận đấu.
Đêm trước Wrestle Kingdom 14, IWGP Intercontinental Champion Tetsuya Naito đánh bại Kazuchika Okada để giành đai IWGP Heavyweight Champion để trở thành người đầu viên vô địch cả hai đai IWGP Heavyweight và Intercontinental. Sau trận đấu, anh bị tấn công bởi Kenta  đang thiết lập cho sự kiện chính tại New Year Danh!! là Naito và Los Ingobernables de Japon là đồng đội Sanada sẽ gánh vác Kenta và Bullet Club của anh ấy cộng sự Jay White.

## Kết quả
| #                                           | Kết quả | Thể loại                     | Thời gian |
| ------------------------------------------- | --- | ---------------------------- | --------- |
| 1                                           | Alex Coughlin, Clark Connors, và Karl Fredericks đánh bại Yuya Uemura, Yota Tsuji và Toa Henare bằng đòn khóa                                                                               | Trận đấu đồng đội Sáu-người  | 10:40     |
| 2                                           | Suzuki-gun (Yoshinobu Kanemaru và El Desperado) đánh bại Roppongi 3K (Sho và Yoh) và Los Ingobernables de Japon (Bushi và Hiromu Takanashi) và Bullet Club (El Phantasmo và Taiji Ishimori) | Trận đồng đội giữa bốn người | 13:29     |
| 3                                           | Kota Ibushi, David Finlay và Juice Robinson đánh bại Bullet Club (Chase Owens, Bad Luck Fale, Tanga Loa và Tama Tonka) (với Jado)                                                           | Trận đấu đồng đội Tám-người  | 11:39     |
| 4                                           | Los Ingobernables de Japon (Shingo Takagi và Evil) đánh bại Chaos (Tomohiro Ishii và Hirooki Goto)                                                                                          | Trận đấu đồng đội            | 16:28     |
| 5                                           | Chaos (Robbie Eagles, Will Ospreay, Yoshi-Hashi và Kazuchika Okada) đánh bại Suzuki-gun (Taichi, Lance Archer, Zack Sabre Jr. và Minoru Suzuki) bằng luật phạm quy                          | Trận đấu đồng đội Tám- người | 15:27     |
| 6                                           | Los Ingobernables de Japon (Sanada và Tetsuya Naito) đánh bại Bullet Club (Jay White và Kenta) (với Gedo)                                                                                   | Trận đấu đồng đội            | 13:58     |
| - (c) – chỉ người vô địch bước vào trận đấu | |                              |           |